# 卡布拉爾中士縣

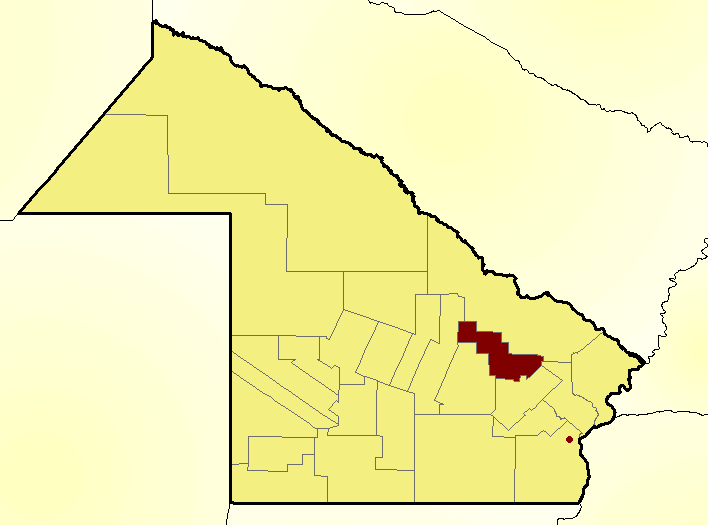

卡布拉爾中士縣（西班牙語：Departamento Sargento Cabral），是阿根廷的縣份，位於該國北部查科省，首府設於埃利薩移民鎮，面積1,651平方公里，2010年人口15,889，人口密度每平方公里9.62人。